# Paedagogium
Paedagogium e megnevezés több jelentéssel bír:
- 1. A reformáció korának német egyetemein az egyetemi tanulmányokra előkészítő intézet neve.
- 2. A XVII. században A. H. Franckehallei nevelőintézet komplexumában a középfokú iskola neve.
- 3. Az 1777. év Ratio Educationis szerint a három grammatikai osztályos (humanitás-osztályok nélkül működő) középiskola elnevezése.
- 4. 1806-ban a Ratio Educationis szövegében az iskolai oktatásra előkészítő intézet elnevezése.
- 5. A budai tanítóképző intézet keretei között működő intézet-együttes elnevezése a korabeli pedagógiai sajtóban, amelyet Gyertyánffy István vezetett 1873-1898 között. Magában foglalta az 1869-ben létesített népiskolai tanítóképzőt, az 1873-ban alapított polgári iskolai tanítóképzőt, a gyakorló elemi, ill. polgári iskolát, és az 1887-től ezekhez kapcsolódó tanfolyamot, amelyen a tanítóképző intézetek tanárait képezték.

## Pedagógium
- 1. A tehetős görög családoknál az a helyiség, ahol a gyermekeket kísérő, ill. rájuk felügyelő rabszolga, paidagógosz tartózkodott.
- 2. Rómában a rabszolgákat igényesebb munkára tanító paedagogus rabszolga tartózkodási helye Paedagogium.